# Sorelle Materassi (pel·lícula)
Sorelle Materassi és una pel·lícula italiana dirigida per Ferdinando Maria Poggioli basada en la novel·la homònima d'Aldo Palazzeschi.
La pel·lícula rodada a Cinecittà, vista per la censura del 26 d'octubre de 1943 n.32029, es va estrenar per la primera visualització pública, després que la guerra encara no havia acabat, als cinemes de Roma només el 19 de desembre de 1944. La pel·lícula va tenir una distribució molt aproximativa, a causa de la guerra i les vicissituds italianes, després del 8 de setembre. Entre altres coses, va ser acabada per Poggioli després de l'alliberament. L'èxit de la pel·lícula arribarà el 1945.

## Argument
Settignano, un poble als turons de Florència. La Teresa i la Carolina són dues germanes solteres amb unes mans daurades. Són modistes i brodadores, tan famoses que fins i tot van ser convidades a Roma pel Papa. A la casa es troben amb la seva minyona de confiança Niobe i la cínica tercera germana Giselda, l'única casada però ara abandonada pel seu marit.
La tranquil·litat de la casa es veu alterada per l'arribada del seu net Remo, guapo i elegant. Però l'elegant net porta una vida cara, va a restaurants famosos i està envoltat de dones, joves i grans, atretes pel seu encant. Per portar la seva vida dissoluta, també demana en préstec grans sumes de diners, que algú haurà de pagar tard o d'hora. Les tietes pateixen el seu encant canalla i paguen els seus deutes, fins i tot reduint-se, no sense desànim, a signar bitllets.
La treballadora Laurina queda embarassada de Remo, però aviat es troba un marit de reserva, perquè la jove modesta no és considerada per les seves ties "adequada" per al seu bell nebot.
Mentrestant, en Remo ha trobat feina en un prestigiós concessionari d'automòbils de luxe, on, amb el seu encant, pot vendre fàcilment cotxes a dones riques. Apareix llavors a l'escena la bella hereva i molt mimada Peggy que, arribada de vacances d'Argentina i fascinada pel jove seductor, es compra una limusina cara, exigint tanmateix que la porta a casa seva amb el cotxe que acaba de comprar. Remo està molest i irritat per aquestes afirmacions, no vol acceptar ser el conductor de la jove capritxosa; però el propietari del concessionari, tement que pugui perdre una venda important, l'obliga a complir amb les peticions de Peggy. Durant el viatge la noia, ara enamorada de Remo, aconsegueix passar la nit en un hotel amb ell mitjançant una estratagema; Remo, finalment sotmès a l'encant, accepta la seva proposta de matrimoni.
La notícia és rebuda amb desesperació i abatiment a la casa Materassi, on a hores d'ara les tres ties -fins i tot la reticent Giselda- i la minyona estan secretament enamorades del jove.
L'escena principal de la pel·lícula és el moment en què les dues ties solteres acompanyen el seu nebot, que també va vestit amb un vestit blanc entre dues ales d'una multitud hilarant.
Entre llàgrimes i sorolls, els nuvis marxen cap a Amèrica i la tristesa torna a casa, on les ties reprenen la monotonia de la seva vida amb la seva antiga feina.

## Repartiment
- Emma Gramatica: Carolina Materassi
- Irma Gramatica: Teresa Materassi
- Olga Solbelli: Giselda Materassi
- Massimo Serato: Remo, el nebot
- Clara Calamai: Peggy
- Dina Romano: Niobe, la minyona
- Paola Borboni: la princesa russa
- Anna Mari: Laurina
- Leo Melchiorri: Otello
- Loris Gizzi: el sacerdot
- Ninì Imbornoni: la dama sueca
- Pietro Bigerna: Giorgio, el prestador
- Margherita Bossi Nicosia: la carnissera
- Amalia Pellegrini: la minyona de la dama sueca
- Franco Cuppini: el propietari del saló de l'automòbil
- Carlo Giustini: el jove amant de la princesa russa

## La crítica
- Fabrizio Sarazani de les pàgines d'Il Tempo del 19 de gener de 1945 «No podem trobar el valor superior del llibre a la pel·lícula excepte en una aparença vaga. El pitjor defecte de la pel·lícula consisteix en un oblit, el paisatge no es veu o amb prou feines es veu".[2]